# 神沢礼江
神沢礼江（かんざわ のりえ、1958年 - ）は、東京都品川区出身の作詞家、小説家、イラストレーター。自由学園、セツ・モードセミナー卒業。

## 人物
自宅に犬と猫を1匹ずつ飼う愛犬家かつ愛猫家でもある。

## 作詞
- アグネス・チャン
  - Thanks マイ・フレンド
- TM NETWORK
  - Come on Let's Dance
  - GIRL
  - SAD EMOTION
  - Don't Let Me Cry
- 渡辺美里
  - GROWIN' UP
  - すべて君のため
  - Lazy Crazy Blueberry Pie
  - きみに会えて
  - Teenage Walk
  - 素敵になりたい
  - そばにいるよ
  - Resistance
  - 言い出せないまま
- 岡村靖幸
  - 冷たくされても
- 松岡英明
  - Dual Personality
  - Young Pirates
  - Perfect Crime
  - Around the World～Glamorous Field～
- FENCE OF DEFENSE
  - FLAPPER
  - もう一度EMOTION
- 鈴木雅之
  - くーな
- 谷村有美
  - 21世紀の恋人
  - ほんとの私
  - 今が好き
  - 永遠のはじまり
- 横山輝一
  - Lullaby In Blue
  - Rainy Day
- TABO'S PROJECT
  - DANCE AWAY (ひとりぼっちにサヨナラ)
- PSY・S
  - 『SIGNAL』（1990年7月1日）
    - 「マイティ・スマイル
    - 「セパレイト・ブルー」
    - 「風の鏡」※安則まみとの共作
- 沢田研二
  - muda
- 大澤誉志幸
  - 瞳のパラレル

## 著書
- 犬声人語
- 暮らしのおきらくゼミ―女子高生さん必修!!
- カンザワファミリーのフガフガ春夏秋冬